# Upplands runinskrifter 308
Upplands runinskrifter 308 är en runhäll i Ekeby nordväst om Skånela kyrka i Skånela socken och Sigtuna kommun, Seminghundra härad i Uppland.

## Runhällen
Ristningen är utförd på en slät berghäll som Erik Brate fotograferade 1908. Den skapades på vikingatiden någon gång under 1000-talets andra hälft av runmästaren Torgöt Fotsarve och den är även signerad med hans tillnamn i betydelsen Fots arvinge, ett uttryck som sannolikt deklarerar att Torgöt nu övertagit Fots verksamhet inom runristarbranschen. Ornamentiken som går i Urnesstil Pr4 visar upp en rundrake som ringlar ut över gråstenshällen och inramar ett kristet kors.

## Inskriften
Translitterering av runraden:
kuni lit rista runaʀ þisar eftʀ sik · kuikhan þurhkutr · risti runa þisar fots arfi
Normalisering till runsvenska:
Gunni let rista runaʀ þessaʀ æftiʀ sik kvikvan. Þorgautr risti runaʀ þessaʀ, Fots arfi.
Översättning till nusvenska:
Gunne lät rista dessa runor efter sig, medan han levde. Torgöt ristade dessa runor, Fots arvinge.